# Hamlet (opéra, Brett Dean)
Pour les articles homonymes, voir Hamlet (homonymie).
Représentations notables
Hamlet est un opéra contemporain en deux actes, du compositeur australien Brett Dean, sur un livret en anglais de Matthew Jocelyn, basé sur la pièce Hamlet de Shakespeare.

## Historique
L'opéra a été créé le 11 juin  2017 au festival de Glynderbourne qui avait passé commande au compositeur Brett Dean. La mise en scène était réalisée par Neil Armfield, et la direction musicale assurée par Vladimir Jurowski. Le ténor Allan Clayton tenait le rôle-titre et Brett Deam a écrit certains airs pour la voix de l'artiste, reprenant sa composition en fonction des résultats.
Le 6 juillet, une retransmission a été assurée par site du festival permettant un large accès en streaming au public découvrant cette oeuvre. Elle a depuis été reprise dans la même mise en scène et souvent avec les mêmes chanteurs, en 2018 au Festival d'Adelaide puis en mai 2022 au Metropolitan opéra où elle a donné lieu à une retransmission en direct dans les cinémas du monde entier. Elle sera à nouveau à l'affiche en juin 2023 pour l'ouverture du festival d'été du Bayerische Staatsoper de Munich, à nouveau sous la direction de Vladimir Jurowski, actuel directeur musical du théâtre et avec Allan Clayton dans le rôle-titre.
Une autre mise en scène, réalisée cette fois par le librettiste lui-même, Matthew Jocelyn, a donné lieu à une série de représentations à l'opéra de Cologne en novembre et décembre 2019, avec David Butt Philip dans le rôle-titre. Il avait été Laerte lors de la création à Glyndebourne.
L'accueil a été excellent dès la Première. Ainsi le Guardian écrivait-il sous la plume de Erica Jeal, en juin 2017 « Les nouveaux opéras ne sonnent pas tous aussi bien... Shakespeare offre un gant aux compositeurs qu'ils ne parviennent pas toujours à relever. Le Hamlet de Dean relève le défi. ».

## Genèse
Le livret s'appuie sur la pièce de Shakespeare dont il respecte la trame tout en puisant également son inspiration sur les "quarto", ces versions antérieures des textes de l'écrivain, y compris les "bad quarto" considérés comme non autorisés. Un long monologue du héros est également rajouté en introduction.
L'Avant-scène opéra souligne à ce sujet : « Brett Dean bénéficie ainsi d’un livret en douze scènes (et en deux actes dissymétriques) pas trop touffu mais conservant une grande force dramaturgique et une langue intense, subtile mais directe, parfois violente. ».

## Personnages, tessitures et distribution de la première
| Rôles                                    | Tessitures         | Distribution de la première, le 11 juin 2017 Direction musicale : Vladimir Jurowski |
| ---------------------------------------- | ------------------ | ----------------------------------------------------------------------------------- |
| Hamlet                                   | Ténor              | Allan Clayton                                                                       |
| Ophelia                                  | Soprano colorature | Barbara Hannigan                                                                    |
| Claudius                                 | Baryton basse      | Rod Gilfry                                                                          |
| Gertrude                                 | Mezzo-soprano      | Sarah Connolly                                                                      |
| Polonius                                 | Ténor              | Kim Begley                                                                          |
| Horatio                                  | Baryton            | Jacques Imbrailo                                                                    |
| Fantôme / Gravedigger / Quatrième joueur | Basse              | John Tomlinson                                                                      |
| Laertes                                  | Ténor              | David Butt Philip                                                                   |
| Rosencrantz et Guildenstern              | Contre-ténor       | Rupert Enticknap, Christopher Lowrey                                                |
| Marcellus / Troisième joueur             | Baryton            | James Newby                                                                         |
| Premier joueur                           | Ténor              | John Findon                                                                         |
| Deuxième joueur                          | Ténor              | Anthony Osbourne                                                                    |

## Synopsis

### Acte 1
Danemark. Le roi Hamlet vient de mourir, son fils, le Prince Hamlet du Danemark le pleure en un monologue ponctué de "not to be". Mais dès ses funérailles achevées, la reine Gertrude épouse le frère de son défunt mari, Claudius. Il y croise Horatio et lui fait part de ses doutes.
Le prince est profondément troublé par la précipitation des deux événements. Annoncé par ses amis qui l'ont vu la nuit précédente, le spectre du roi mort, lui apparait. Hamlet s'en étonne, il veut savoir pourquoi son royal père est sorti de son suaire. Le fantôme lui annonce qu'il a été assassiné par Claudius. Il lui décrit la scène et le meurtre par ce poison versée dans son oreille, cette liqueur lépreuse. Il demande à son fils de le venger et de tuer l'usurpateur.
Hamlet est indécis sur l'attitude à adopter et montre un comportement de plus en plus erratique, chassant son amour Ophélie, rejetant et renvoyant ses camarades de jeunesse, Rosencrantz et Guildenstern qui ont été convoqués par Claudius à Elsinore pour l'aider à découvrir la cause de la démence apparente d'Hamlet.
Quand une troupe de comédiens arrive au château, Hamlet leur demande de jouer une pièce représentant l'assassinat du roi Gonzague par son frère, ce qui met en fureur Claudius, preuve de sa culpabilité pour Hamlet.
Hamlet est alors convoqué par sa mère furieuse de son comportement, il trouve Claudius en pleine prière et est incapable de le tuer. Une nouvelle apparition du Spectre de son père, lui rappelle sa mission. 
Rendu très nerveux par la situation, il tue par erreur Polonius, le père d'Ophélie, croyant qu'il s'agit de Claudius. 

### Acte 2
Laërte, le fils de Polonius, arrive alors pour venger son père et menace Claudius qui lui désigne le véritable coupable. Ils se liguent pour fomenter son assassinat. 
Ophélie est à son tour prise de folie, sa raison vacille, victime du rejet d'Hamlet comme de la mort de son père. Elle se noie, ce qui décuple la volonté de vengeance de Laërte qui défie Hamlet en duel. De nombreuses morts s'ensuivent.

## Enregistrements, CD, DVD
La Première du festival de Glyndebourne a été filmée et retransmise en streaming. Elle a fait l'objet de la sortie d'un DVD en 2018.
- Allan Clayton (Hamlet), Barbara Hannigan (Ophélie), Sarah Connolly(Gertrude), Rod Gilfry (Claudius), Kim Begley (Polonius), John Tomlinson(le Fantôme d’Hamlet père, le Fossoyeur, l’Acteur), David Butt Philip(Laërte), Jacques Imbrailo (Horatio), Rupert Enticknap (Rosencrantz), Christopher Lowrey (Guildenstern), London Philharmonic Orchestra, The Glyndebourne Chorus, dir. Vladimir Jurowski. Mise en scène : Neil Armfield (juin 2017, Glyndebourne).  2018 - DVD Opus Arte OA 1254 D. Distr. DistrArt Musique.